# Мердеры
Мердеры — дворянский род.
Происходит из Саксонии, откуда Иоанн Мердер переселился в начале XVIII в. в Польшу. Его сын, Карл Иванович, с присоединением части Польши к России вступил в российское подданство.
Его сыновья: Карл Карлович (1788—1834), генерал-адъютант, воспитатель императора Александра II, а Павел Карлович (1795—1873) — сенатор.
Дети Карла Карловича: Пётр Карлович (1819—1894), генерал-адъютант и генерал от инфантерии; Иван Карлович (1830—1907), шталмейстер, директор канцелярии главного управления государственного коннозаводства.
Род Мердер внесён в III и II части родословных книг Могилёвской, Московской и Тверской губерний; 11.02.1863 шталмейстер Иван Карлович Мердер внесён во II ч. ДРК Рязанской губ.

## Описание герба
Щит четырёхчастный. В середине малый серебряный щиток, в котором червлёная львиная голова с серебряными глазами и языком. В первой и четвёртой червлёных частях золотое стропило; во второй и третьей лазоревых частях серебряный волнообразный столб.
Щит увенчан двумя дворянскими шлемами, из которых правый имеет червлёно-серебряный венчик, а левый коронованный. Нашлемники: правый — пять павлиньих перьев, обременённых серебряной лилией; левый — три серебряных меча с золотыми рукоятками остриями вниз. Намёт: справа — червлёный с серебром, слева — червлёный с золотом. Девиз: «Nil admirari» червлёными буквами на серебряной ленте.
Герб Мердера внесён в Часть 13 Общего гербовника дворянских родов Всероссийской империи, стр. 63.